# نادي القصة (تونس)
نادي القصة هو أحد أقدم النوادي الأدبية بمدينة تونس العاصمة حيث تأسس في منتصف الستينات (أكتوبر 1964)، ويوجد مقره بالنادي الثقافي أبو القاسم الشابي بالوردية. ومن مؤسسيه الأديب محمد العروسي المطوي ومصطفى الفارسي ومحمد صالح الجابري وعز الدين المدني وغيرهم...
محمد العروسي المطوي كان وراء إنشاء هذا النادي وهو الذي تولى رئاسته طويلا (حتى 2004). وقد استقطب مختلف أجيال كتّاب القصة والرواية في تونس منذ الستينات، كما برز من بين أعضائه عدد من الكتاب.
- أبرز الكتاب والأدباء التونسيين نذكر على سبيل المثال لا الحصر: عروسية النالوتي - أحمد ممو - رضوان الكوني -أبو بكر العيادي - حفيظة قارة بيبان- محمد الجابلي- رضا الزواوي - رضا سالم الصامت -يحيى محمد - نافلة ذهب - إبراهيم درغوثي - محمد الفاضل سليمان - محمد علي الهاني، وغيرهم من الكتاب المتميزين في أدب الناشئة..
- يصدر النادي مجلة فصلية تحمل عنوان «قصص» وهي تصدر منذ 1966. وهذه المجلة فصلية تصدر أربعة أعداد سنويا، وقد بلغ الصادر منها في موفى 2009، مائة وخمسين عددا. مجلة «قصص» مختصة في الكتابات السردية القصصية، وقد أشرف على رئاسة تحريرها محمد العروسي المطوي المؤسس، ثم تلاه، بداية من 1999، الكاتب أحمد ممّو.وهذه المجلة أقدم مجلة مختصة في القصة في العالم العربي، تنشر نماذج من القصة القصيرة وفصولا من الروايات الأدبية ودراسات تنظيرية في مجال الكتابة القصصية، إضافة إلى الدراسات التحليلية للقصة القصيرة والرواية، وكذلك مسارد للقصة التونسية. وقد تفرع عن مجلة «قصص» سلسلة من المطبوعات تعرف بعنوان «منشورات قصص» خاصة بالقصة القصيرة التونسية. وقد أربت «منشورات قصص» على الخمسين كتابا.

يعقد «نادي القصة تونس» جلسات أسبوعية بمقره بالوردية عشية كل سبت مخصصة لقراءة نماذج من القصة التونسية وتحليلها ومناقشها. كما ينظم هذا النادي ملتقى سنويا يعقده في خريف كل موسم بالنادي الثقافي الدولي بالحمامات (الدورة 15 لهذا الملتقى تمت أيام 25-27 سبتمبر 2009)، ويتمّ أثناءهذا الملتقى عقد ندوة فكرية مخصصة لمناقشة أحد مشاغل الكتابة القصصية. وقد خصصت ندوة هذا الموسم للموضوع التالي:«القصة التونسية القصيرة، ستون سنة بعد الدوعاجي». كما يتم خلال هذا الملتفى الإعلان عن نتائج مسابقات «نادي القصة» للكتابة القصصية وكذلك تكريم بعض الأعضاء المتميزين بإسهامهم في تأصيل الكتابة القصصية والتعريف بها.